# 聖セバスティアヌス (エル・グレコ)
『聖セバスティアヌス』（せいセバスティアヌス、西: San Sebastián、英: Saint Sebastian）は、ギリシャ・クレタ島出身であるマニエリスム期のスペインの巨匠エル・グレコが制作した、キリスト教の聖人聖セバスティアヌスを主題とするキャンバス上の油彩画である。サント・ドミンゴ・エル・アンティグオ聖堂の祭壇衝立の『聖母被昇天』(シカゴ美術館)、『聖三位一体』(プラド美術館) などと同様、作品は画家がスペイン到着後まもない時期 (1576-1579年) に描かれたと思われる。本作は制作後、パレンシア大聖堂に送られ、現在も同じ場所に掛けられている。

## 背景
スペイン到着後まもない時期に制作されたエル・グレコの作品には、画家がイタリアで習得したティツィアーノやミケランジェロの構図やモティーフを基礎にしながら、その中のマニエリスム的な傾向を特に強調したものがある。それは、画家が「ティツィアーノの弟子」、あるいは最先端のイタリア絵画を習得した新進気鋭の画家という触れ込みでスペインに渡ってきたためであろう。本作はそうした様式から見て、サント・ドミンゴ・エル・アンティグオ聖堂の祭壇衝立を構成した上述の作品と並行して制作されたと考えられる。この祭壇衝立の注文主であるディエーゴ・デ・カスティーリャは、1551年にトレド大聖堂の司祭長に任命される前にパレンシア大聖堂の司祭長を務めており、本作もまたカスティーリャによって注文され、後にパレンシアに送られと想定される。

## 主題
聖セバスティアヌスは3世紀の殉教聖人である。彼は南フランスのナルボンヌ出身の若い貴族で、ローマ皇帝ディオクレティアヌスの親衛隊長であったが、ひそかにキリスト教を崇拝していた。しかし、信仰のため拷問を受けている2人の将校に信仰を捨てるより死を選ぶよう励ましたことが発覚し、これを聞いたディオクレティアヌスは、キリスト教を捨てるよう彼を責めたてた。セバスティアヌスがこれを拒んだため、ディオクレティアヌスは彼を杭に縛りつけて射殺するよう命じた。しかし、先に殉教した友人の母聖イレーネの看護によって一命をとりとめる。その後はローマで公然たる布教活動に入ったが、最終的にローマの闘技場で撲殺された。聖セバスティアヌスは木や杭に縛られ、身体に矢の突き刺さった青年として描かれる。古代にはペストはギリシア神話の神アポローンの矢によってもたらされると信じられていたので、聖セバスティアヌスはペストに対する守護聖人として崇敬された。

## 作品

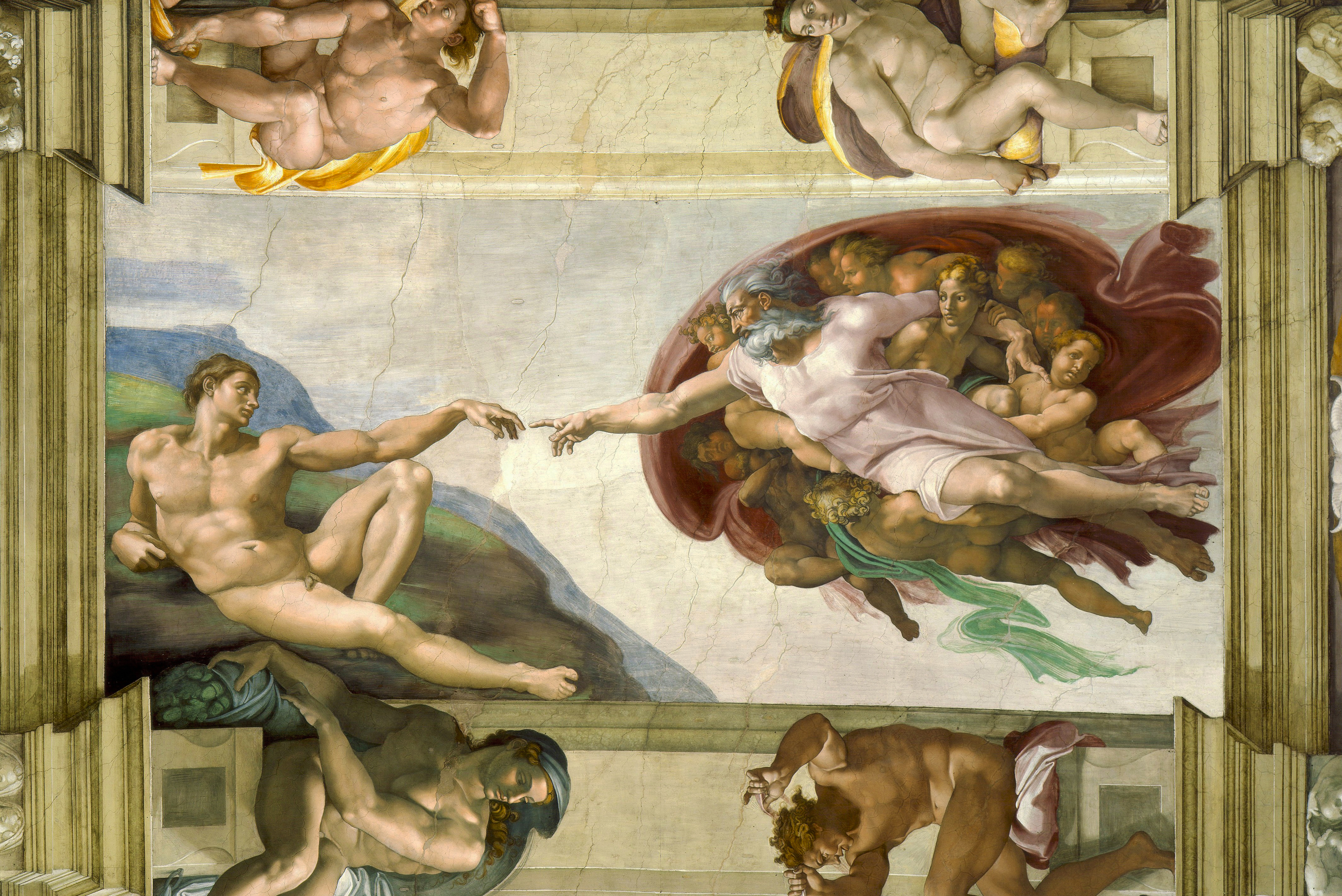
ミケランジェロ『アダムの創造』(1508-1512年)、システィーナ礼拝堂 (ヴァチカン宮殿)

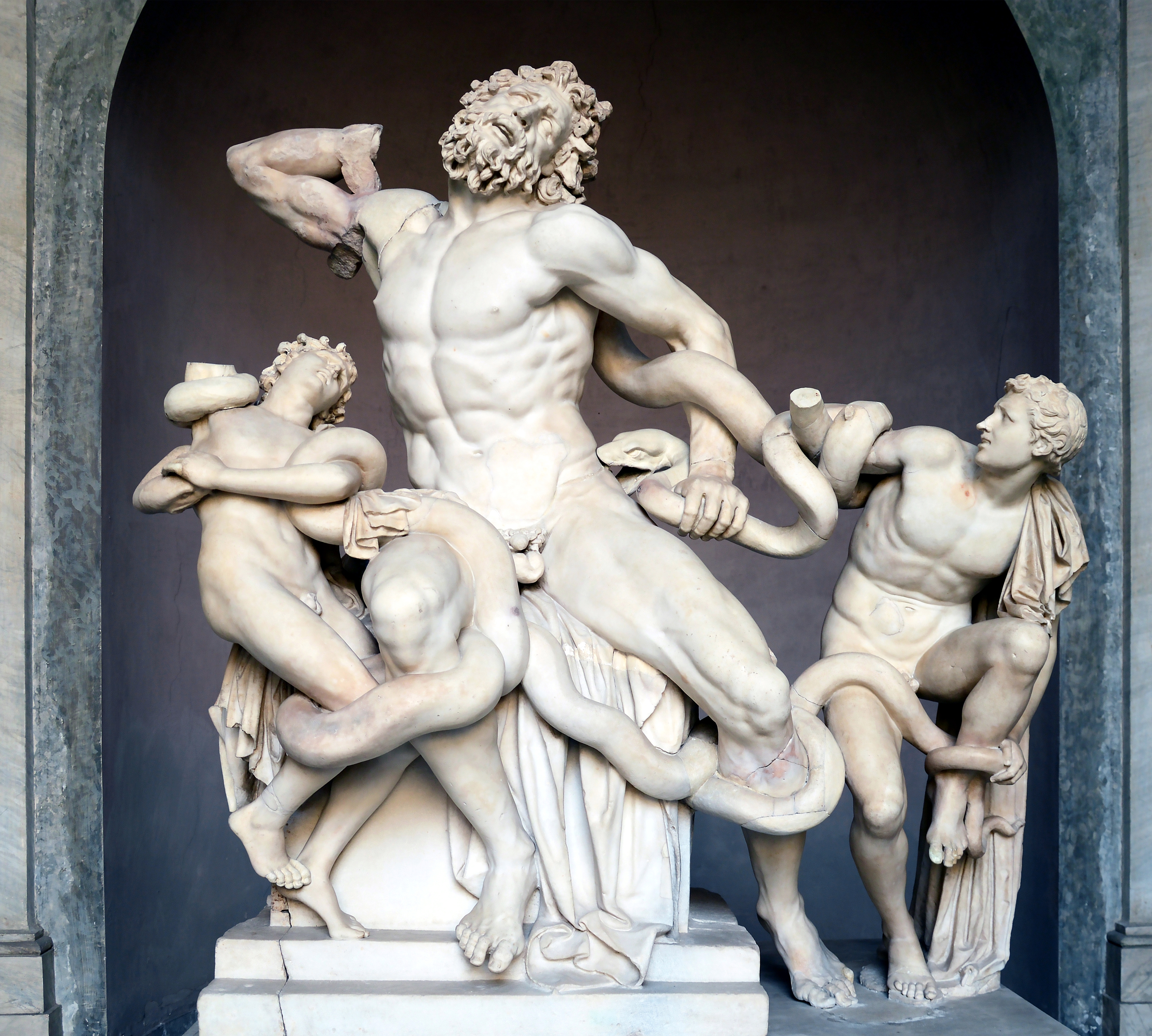
『ラオコーン像』前160-20年（推定）、210 x 285 cm、ヴァチカン美術館

本作の聖セバスティアヌスは、画面からはみださんばかりのダイナミックな姿勢と逞しい体躯によって特徴づけられる。頭部に比べ体躯、特に脚部は異様なまでに大きく、筋肉は力強い筆致によって生き生きと表されている。その姿勢はサン・ロッコ大同信会にあるティントレットの『聖セバスティアヌス』とほぼ一致するが、エル・グレコの作品の方が脚を中心に身体が優雅に引き伸ばされ、中部イタリアのマニエリスムの傾向をより強く示している。ティントレットが『聖セバスティアヌス』を制作したのは1578年以降であるので、エル・グレコがティントレットの作品を見たことはありえないが、イタリアを離れる直前にその習作素描を見た可能性はある。
この作品に見られる聖セバスティアヌスの身体にはまた、ミケランジェロの影響も見て取れる。そのポーズはヴァチカン宮殿システィーナ礼拝堂にあるミケランジェロの天井画『アダムの創造』(その源泉はヴァチカン美術館の『ラオコーン像』) を想起させる。ポーズのみならず優雅さにおいても、本作の聖セバスティアヌスが、ミケランジェロの芸術に対するエル・グレコの解釈を反映していることは否定できない。エル・グレコはヴァザーリの『画家・彫刻家・建築家列伝』のミケランジェロの章のページに「横向きの目」(注目せよ、の意味) を記しているが、それが示すのは以下の箇所である。「彼 (ミケランジェロ) が描く身体は9頭身、10頭身、そして11頭身さえ普通であったが、その目的は各部分を組み合わせることによって自然の形態に見られないある優雅さを追求する以外の何ものでもない。彼はまた、いつも次のように言っていた。芸術家は自分自身の尺度を持たなければならない。それは手にではなく目においてである。なぜなら手は操作するだけだが、判断するのは目なのだから」。
本作で注目すべきもう1つの点は風景描写である。エル・グレコの作品では近景や崖に草花を描くことはあっても、これほど大きく自然を描くことは、イタリア時代の『聖痕を受ける聖フランチェスコ』(スロアーガ・コレクション) と『エジプトへの逃避』(プラド美術館) を除けば例がない。画面左下の遠方には道を歩く2人連れが2組小さく描かれているが、少なくとも手前の1組は弓を持った兵士であることがわかる。樹木、特に葉の描き方はヴェネツィア派の巨匠ヴェロネーゼを連想させる。